# FC Zbrojovka Brno 2011/2012
Tento článek se podrobně zabývá soupiskou a statistikami týmu FC Zbrojovka Brno v sezoně 2011/2012.

## Důležité momenty sezony
- 4. místo v konečné ligové tabulce
- 3. kolo národního poháru

## Statistiky hráčů
- zahrnující ligu, evropské poháry a závěrečné boje národního poháru (osmifinále a výše)

| Pozice | Jméno              | Zápasy | Národnost |            |
| B      | Tomáš Bureš        | 9      | Česko     |            |
| B      | Martin Doležal I.  | 22     | Česko     |            |
| Pozice | Jméno              | Zápasy | Góly      | Národnost  |
| O      | Petr Buchta        | 15     | 0         | Česko      |
| O      | Radek Buchta       | 19     | 0         | Česko      |
| Ú      | Martin Doležal II. | 30     | 6         | Česko      |
| Ú      | Tomáš Došek        | 15     | 0         | Česko      |
| Z      | Lamine Fall        | 14     | 0         | Senegal    |
| Z      | Jan Hromek         | 20     | 2         | Česko      |
| Ú      | Dani Chigou        | 12     | 3         | Kamerun    |
| Z      | David Jukl         | 1      | 0         | Česko      |
| O      | Martin Kasálek     | 12     | 0         | Česko      |
| Z      | Václav Koloušek    | 21     | 1         | Česko      |
| O      | Miroslav Král      | 14     | 1         | Česko      |
| Z      | Milan Lutonský     | 14     | 1         | Česko      |
| Z      | Pavel Mezlík       | 10     | 2         | Česko      |
| Z      | Lukáš Michna       | 11     | 0         | Česko      |
| O      | David Pašek        | 27     | 1         | Česko      |
| O      | Luděk Pernica      | 18     | 0         | Česko      |
| O      | Zdeněk Polák       | 11     | 2         | Česko      |
| Z      | Michal Sedláček    | 19     | 3         | Česko      |
| Z      | Dominik Simerský   | 17     | 2         | Česko      |
| Z      | Martin Sus         | 2      | 0         | Česko      |
| Ú      | Rostislav Šamánek  | 14     | 2         | Česko      |
| O      | Petr Šíma          | 6      | 0         | Česko      |
| Ú      | Petr Švancara      | 29     | 9         | Česko      |
| O      | Josip Šoljić       | 13     | 0         | Chorvatsko |
| Ú      | Stanislav Vávra    | 1      | 0         | Česko      |
| O      | Ivo Zbožínek       | 12     | 1         | Česko      |

- hráči A-týmu bez jediného startu: Václav Hladký, Vlastimil Veselý, Tomáš Kunc
- trenéři: René Wagner, Róbert Kafka, Petr Čuhel
- asistenti: Marek Zúbek, Josef Hron, Petr Maléř

## Zápasy

### 2. liga
- 1. a 30. kolo: FK Baník Most - FC Zbrojovka Brno (1:0, 0:2)
- 2. a 16. kolo: FC Zbrojovka Brno - SFC Opava (0:1, 4:1)
- 3. a 17. kolo: FK Baník Sokolov - FC Zbrojovka Brno (2:2, 0:1)
- 4. a 18. kolo: FC Zbrojovka Brno - FK Bohemians Praha (1:1, 0:1)
- 5. a 19. kolo: FC MAS Táborsko - FC Zbrojovka Brno (1:2, 1:2)
- 6. a 20. kolo: FK Čáslav - FC Zbrojovka Brno (1:0, 0:1)
- 7. a 21. kolo: FC Zbrojovka Brno - FK Fotbal Třinec (0:0, 2:1)
- 8. a 22. kolo: FC Graffin Vlašim - FC Zbrojovka Brno (1:1, 0:0)
- 9. a 23. kolo: FC Zbrojovka Brno - FK Ústí nad Labem (1:4, 2:2)
- 10. a 24. kolo: 1. SC Znojmo - FC Zbrojovka Brno (3:0, 0:2)
- 11. a 25. kolo: FC Zbrojovka Brno - FK Varnsdorf (3:1, 2:1)
- 12. a 26. kolo: AC Sparta Praha B - FC Zbrojovka Brno (2:2, 1:1)
- 13. a 27. kolo: FC Zbrojovka Brno - FC Tescoma Zlín (0:0, 0:0)
- 14. a 28. kolo: FC Vysočina Jihlava - FC Zbrojovka Brno (1:0, 2:0)
- 15. a 29. kolo: FC Zbrojovka Brno - MFK OKD Karviná (4:1, 1:0)

### Národní pohár
- 1. kolo: FC Sparta Brno - FC Zbrojovka Brno (1:2)
- 2. kolo: Slavoj TKZ Polná - FC Zbrojovka Brno (0:4)
- 3. kolo: FC Zbrojovka Brno - FK Mladá Boleslav (1:3)

## Klubová nej sezony
- Nejlepší střelec - Petr Švancara, 9 branek
- Nejvíce startů - Martin Doležal II., 30 zápasů
- Nejvyšší výhra - 4:1 nad Opavou a Karvinou
- Nejvyšší prohra - 1:4 s Ústí nad Labem
- Nejvyšší domácí návštěva - 3 383 na utkání se Zlínem
- Nejnižší domácí návštěva - 935 na utkání s Karvinou